# Heshen
Heshen (en chino, 和珅; pinyin, Héshēn; Wade-Giles, Ho2-shen1; 1 de julio de 1750 – 22 de febrero de 1799) fue un oficial chino de la dinastía Qing, favorito del emperador Qianlong, y con la pobre reputación de ser el cortesano más corrupto de la historia de China.

## Biografía
Al igual que los Qing, Heshen pertenecía a la élite manchú. Era miembro del clan Niohuru, y del Estandarte Rojo. Era hijo de un oficial militar, y como miembro de un clan manchú prestigioso pudo estudiar en la escuela aristocrática más reconocida de Pekín. Perdió a su madre cuando era joven, y se dice que su madrastra fue muy dura con él y con su hermano. Pese a ello, Heshen fue un estudiante excepcional, y aprendió manchú, mongol y tibetano en la escuela, además de los clásicos chinos confucianos. En 1772 comenzó a trabajar en el Palacio Imperial de la Ciudad Prohibida como guardaespaldas del emperador, y fue asignado como guardia en las puertas de la Ciudad Prohibida.

### Ascenso
Heshen llamó pronto la atención del emperador Qianlong. Según los mentideros de palacio de la época, esto se debía el carisma "femenino" de Heshen: su buen parecido físico, con piel suave, labios encarnados finos, llamaron la atención de Qianlong, que según se dijo estaba convencido de que Heshen era la reencarnación de una concubina a la que Qianlong había sorprendido en su juventud maquillándose, y que había decidido suicidarse ante tal humillación. La mala conciencia de Qianlong, que se sentía culpable por la muerte de esta concubina, hicieron que decidiera expiar sus culpas favoreciendo en todo lo posible a Heshen. Desde el siglo XVIII, se ha sugerido repetidamente que Heshen se convirtió en amante del emperador Qianlong, lo cual explicaría su meteórico ascenso y su desmedida influencia sobre el emperador. Aunque podría ser una calumnia contemporánea, al parecer Qianlong quedó encandilado con el carisma y la buena planta de Heshen, y fascinado por la inteligencia y buena disposición del joven guardia.
El ascenso de Heshen fue extraordinario. En menos de un año, Heshen fue ascendido a vice-general del ejército del Estandarte Azul, y Comandante en Jefe del ejército de Pekín. Poco menos de un año después, fue nombrado vicepresidente del Ministerio de Hacienda, y dos meses después, Gran Consejero. Menos de tres meses después, era nombrado Ministro de la Casa Imperial y consejero de estado, un puesto reservado habitualmente a los mandarines de mayor mérito y prestigio. Poco después, recibió el rango de barón del imperio, y se puso a cargo de las finanzas del Siku Quanshu.
En 1777, a la edad de 27 años, le fue concedido el privilegio de cabalgar por la Ciudad Prohibida, un privilegio que sólo solía concederse a los oficiales de más alto rango de avanzada edad. Ese mismo año Qianlong le concedió la senioridad en el Ministerio de Hacienda y en el Consejo Cívico, lo que colocó a Heshen a cargo de los ingresos de estado. Desde esa posición, Heshen comenzó a maniobrar políticamente para posicionar a sus seguidores y aliados en puestos de importancia dentro de la administración Qing.
En 1780, Qianlong lo envió a Yunnan como comisionado imperial encargado de acabar con la corrupción en esa provincia. En vez de eso, colocó aliados y clientes suyos como gobernadores y administradores provinciales, y los instruyó para que empezaran a falsear los memoriales al emperador a fin de dar a entender que la corrupción había sido suprimida. El resultado fue que Yunnan quedó sumida en una corrupción aún mayor, y que los fondos imperiales destinados a Yunnan acabaran en los bolsillos del propio Heshen.
En 1784, como favorito del emperador, fue enviado a sofocar una revuelta musulmana en Gansu. Carente de experiencia y exageradamente cobarde, no se atrevió a enfrentar a sus tropas con los rebeldes, y hubo de ser llamado de vuelta a Pekín. Qianlong acabó por enviar a los generales Fuk'anggan, Agui y Li Shiyao, que sofocaron la revuelta.

### Apogeo en el poder
En 1790, el control que Heshen ejercía de los asuntos de estado fue fortalecido cuando consiguió casar a su propio hijo con la décima (y favorita) hija del propio Qianlong, la princesa Hexiao. Como pariente del emperador, su prestigio social quedaba sellado. Al mismo tiempo, Qianlong empezó a dar señales de senilidad, y se desinteresó de los asuntos de estado, que dejó en manos de Heshen. Aprovechando el control casi exclusivo del poder que él y su red clientelar disfrutaban, partir de ese momento, Heshen comenzó a dar rienda suelta a una corrupción a gran escala.
Estableció un sistema de "regalos" obligatorios que cualquier oficial debía abonar al propio Heshen a fin de acceder a un cargo o ascenso. Limitó los poderes del Gran Consejo a fin de poder controlar más firmemente las finanzas del estado, y desvió abiertamente impuestos imperiales a su propio bolsillo. La falta de fondos obligaba a recaudar los mismos impuestos repetidas veces, que a menudo Heshen malversaba de nuevo, a costa del sufrimiento del pueblo llano. Sus aliados y clientes, obligados a abonarle costosos sobornos, recurrieron a los mismos métodos de sobornos y malversación para lucrarse y poder sostener la corrupción de Heshen. 
Los ejemplos más notorios de su corrupción fueron los asociados al desvíos de fondos destinados al mantenimiento de los sistemas anti-inundaciones del río Amarillo. Heshen vendió a sus aliados los cargos destinados a la gestión de estas importantes defensas, y éstos desviaron todos los fondos a sus propios bolsillos y a los de Heshen. Debido a esto, las defensas frente a inundaciones del río Amarillo quedaron desatendidas, y durante las inundaciones de la década de 1790 la llanura del río Amarillo se anegó, costando la vida a miles de personas y arruinando las cosechas anuales. Igualmente, el Gran Canal se colmató, interrumpiendo el suministro de arroz desde el sur de China, lo que causó una gran hambruna en el norte de China. 

### Caída
Heshen se hizo fabulosamente rico. Era dueño de un vasto palacio en Pekín (la actual Mansión del Príncipe Gong), y de numerosas tierras, ganado, y hasta bancos. 
La corrupción de Heshen era pública y notoria, pero nadie se atrevió a actuar. El gobierno y sus oficiales eran en su mayoría aliados o clientes de Heshen, y criticarlo suponía sugerir que Qianlong había perdido el control de su propio gobierno. Además, los altos aristócratas manchúes, como los familiares e hijos del emperador, estaban excluidos del ejercicio del poder por Qianlong, con lo que carecían de influencia suficiente como para precipitar la caída de Heshen.
En 1796 Qianlong abdicó formalmente en su hijo Jiaqing, pero continuó gobernando China como el Taishang Huang (Emperador Supremo). Jiaqing, excluido de la toma de decisiones, no se atrevió a actuar contra Heshen hasta 1799, cuando Qianlong falleció el 7 de febrero. Durante el período comprendido entre 1796 y 1799, Heshen estuvo a cargo de sofocar la Rebelión del Loto Blanco de 1794-1804. Animó a los gobernadores provinciales y reclutadores imperiales a falsear informes, sugiriendo que se reclutaban milicianos muy por encima del número real de los mismos a fin de poder embolsarse ellos los fondos que Qianlong había destinado al reclutamiento de tropas. Igualmente, falseaba los despachos de guerra, haciendo creer al anciano emperador que la campaña contra el Loto Blanco era un éxito cuando en realidad a penas si hubo un intento serio de sofocarla.
El 12 de febrero de 1799, 5 días después de la muerte de Qianlong, el emperador Jiaqing ordenó su arresto, y Heshen fue condenado a lingchi. Dado su estatus como suegro de su hermana la princesa Hexiao, Jiaqing permitió que Heshen se suicidara con una soga de seda dorada, y perdonó la vida a su familia. Aun así, Jiaqing confiscó todas su propiedades y fortuna.
La investigación posterior de la corrupción de Heshen sorprendió a todos por el extraordinario tamaño de la fortuna personal que había acumulado. Heshen era dueño de una mansión de 3000 habitaciones, 32 km² de tierra arable, 42 bancos, 75 oficinas de prestamistas, 60.000 taeles de oro puro, 100.000 taeles de oro en lingotes, 56.000.000 taeles de plata en lingotes, 90.000.000 de taeles de plata en lingotes pequeños, 58.000 libras de moneda extranjera, 1.5 millones de monedas de cobre, 1200 amuletos de jade, 300 collares de perlas, 10 perlas del tamaño de un albaricoque, 10 rubíes de gran tamaño, 40 zafiros, 7000 vestimentas de ropa, 361000 utensilios y recipientes de bronce, 100.000 jarrones de porcelana de maestros artesanos famosos, 460 relojes europeos, 606 sirvientes y 600 mujeres en su harén.
El valor de su propiedad fue estimado en unos 1.100 millones de taeles de plata, lo que sería el equivalente a unos 15 años de ingresos del Imperio Qing.
Su influencia perduró pese a su muerte. La corrupción se había hecho endémica en la administración imperial de los Qing, y las costumbres como los regalos, la malversación de caudales, el tráfico de influencias y demás sobornos continuaron, en muchos casos porque los oficiales colocados por la red clientelar de Heshen nunca fueron perseguidos por Jianqing: el trono estaba ocupado sofocando la Rebelión del Loto Blanco, y la corrupción estaba tan extendida que apenas si quedaban mandarines no culpables de algún cargo de corrupción. El ejército Qing también había sido presa de la corrupción de Heshen, y quedó desprovisto de medios mientras luchaba contra la Rebelión del Loto Blanco.